# ウィリアム・ローヴェア
フランシス・ウィリアム・ローヴェア（Francis William Lawvere, 1937年2月9日 - 2023年1月23日、ローヴィア、ローヴェルとも）は、アメリカの数学者。
インディアナ州マンシー生まれ。1966年からシカゴ大学助教授、1968年から1969年までニューヨーク市立大学大学院センター準教授、1974年からニューヨーク州立大学バッファロー校教授を務めた。圏論、トポス、数学の哲学の研究で知られる。

## 経歴
ローヴェアは学部時代、連続体力学を、クリフォード・トルーズデル（Clifford Truesdell）より学ぶ。彼はトルーズデルの関数解析学の講義より圏論を学び、特にジョン・L・ケリー（John L. Kelly）の教科書General Topologyの246ページにてケリーが局所および大域的な問題に対する古いアイデアに比較して"まるで銀河のように強力な理論”と提唱している関手的手法に影響を受けた。ローヴェアはトルーズデルとワルター・ノルen:n:Walter Nollの物理的アイデアによるシンプルかつ厳密である前途有望な枠組みを見出した。トルーズデルは1960年に、ローヴェアがコロンビア大学にて圏論の創始者であるサミュエル・アイレンベルグのもとで純粋数学を学びたいという希望をサポートした。
博士課程を終了する前に、ローヴェアはバークレーにて非正規の学生として１年間を費やし、モデル理論と集合論をアルフレト・タルスキとデイナ・スコットから学んだ。彼が初めて教鞭をとったのはリード大学であり、基礎論的見地から抽象代数学および微分積分学を教育しようと工夫した。彼は現行の公理的集合論は学部生には難しすぎると思い、集合の写像の構成のための最初の公理を開発した。彼が開発したこの公理は、初等トポス理論において重要な概念（一定の場合）となり、のちにElementary Theory of the Category of Sets(1964)に記載されることとなる。

## 業績
彼は1963年、アイレンベルグのもとで博士号を取得する。
彼の博士論文は、代数的理論の意味論のため、彼の提唱の枠組みにおける圏の圏の導入となる。
1964年から1967年のあいだ、チューリッヒ工科大学の数学研究所(Forschungsinstitut für Mathematik)にて圏の圏の研究を、さらにオーバーヴォルファッハにてかつて影響を誇ったピエール・ガブリエルセミナーでグロタンディークによる代数幾何学の基礎の研究を行った。それから彼は、シカゴ大学にてマックレーンとともに、そしてニューヨーク州立大学大学院センターにてアレックス・ヘラーとともに研究・教育にあたった。彼のシカゴでの講義である圏論的力学は、トポス理論へ向かってのステップであり、さらにニューヨーク州立大学での講義は彼が1963年にその存在を発見した超教義（hyperdoctrines)高等圏論的論理学の使用は、普遍量化子が随伴関手の特別な場合を特徴づける。
チューリッヒにもどった1968年から69年、彼の提唱したトポスのための初等的（一階）公理はグロタンディークトポスの概念の一般化であり、代数的位相幾何学者Myles Tierneyとともにこの理論のさらなる解明および応用を研究した。Tierneyはグロタンディーク位相の記述における主要な簡易化手法を発見した。Anders Kock はその後、このトポスは写像空間(map space)および部分対象の表現の記述における圏と積、イコライザによる記述によってさらに簡略化できることを発見した。ローヴェアは部分対象representorの自己準同型によってグロタンディーク位相が完全に記述できることを指摘し、そして Tierneyはこの条件がちょうど冪等性および有限交差点の保存を満足することが必要であることを示した。これらの位相は、層圏のように部分トポスを決定するため、代数幾何学およびモデル理論双方にとって重要である。
ダルハウジー大学は1969年、ローヴェアを筆頭とするKillam-supported研究者という１５人の集団を組織したが、1971年にそのグループは消滅した。ローヴェアの政治主張に異を唱えたからである。たとえば1970年の戦時措置法に反対したり、許可をとらず勝手に数学史を教えたりしたからである。しかしダルハウジー大学は1995年に圏論50周年記念パーティーにマックレーンとローヴェアを招待した。
ローヴェアは1972年から1974年にイタリアのペルージャにてセミナーを行い、たくさんの種類の豊穣圏について研究した。たとえば計量空間は強化圏とみなせるなどである。1974年から2000年退官するまで彼はニューヨーク州立大学バッファロー校の数学教授をつとめ、しばしばスティーブン・サミュエルと共同した。1977年には数学におけるマーティン教授職に５年間任期で選ばれ、会議"連続体物理学における圏論"を1982年に開催した。クリフォード・トルーズデルも会議に参加し、ほかの複数の研究者とともに連続体物理学の合理的基礎および総合微分幾何学のローヴェアの圏論的力学の空間的部位の発展について行った。ローヴェアは５０年に渡る彼の仕事において、厳密で柔軟な物理的アイデアをもとにしており、これは解析的なあいまいさや複雑さとは無縁である。彼は現在、バッファロー校数学名誉教授かつ哲学名誉非常勤教授であり、2012年からはアメリカ数学会のフェローである。

## 著作
- 1986 Categories in Continuum Physics (Buffalo, N.Y. 1982), edited by Lawvere and Stephen H. Schanuel (with Introduction by Lawvere pp 1–16), Springer Lecture Notes in Mathematics 1174. ISBN 3-540-16096-5
- 1997 Conceptual Mathematics: A First Introduction to Categories (with Stephen H. Schanuel). Cambridge Uni. Press. ISBN 0-521-47817-0
- 2003 (2002) Sets for Mathematics (with Robert Rosebrugh). Cambridge Uni. Press. ISBN 0-521-01060-8